# Ulrik Schmidt
Ulrik Schmidt (* 19. August 1962 in Kopenhagen) ist ein dänischer Curler und Trainer. 

## Karriere als Spieler
Schmidt begann seine internationale Karriere als Skip des schwedischen Männerteams bei der Juniorenweltmeisterschaft 1984, bei der die Dänen auf den neunten Platz kamen. 1987 spielte er erstmals bei einer Europameisterschaft. An diesen Wettbewerb hat er bis 2009 insgesamt 13 Mal teilgenommen. Als Skip gewann er 1997, 1999 und 2000 die Silbermedaille und 2003 die Bronzemedaille. Seine erste Weltmeisterschaft spielte er 1997. Bis 2010 war er sieben Mal dabei; die besten Platzierungen waren jeweils ein fünfter Platz 2000, 2002 und 2010, jeweils als Skip. 
Schmidt führte bei den Olympischen Winterspielen 2002 in  Salt Lake City die dänische Männermannschaft als Skip. Zusammen mit Third Lasse Lavrsen, Second Brian Hansen, Lead Carsten Svensgård und Alternate Frants Guflermit belegte er am Ende den 7. Platz. Wiederum als Skip spielte Schmidt bei den Olympischen Winterspielen 2010 in Vancouver im Team Dänemark mit Third Johnny Frederiksen, Second Bo Jensen, Lead Lars Vilandt und Alternate Mikkel Poulsen. Die Mannschaft belegte den neunten Platz.
2017 spielte er erstmals bei der Senioren-Weltmeisterschaft und kam, ebenso wie 2018, auf den fünften Platz.

## Trainer
Als Trainer wurde Schmidt erstmals 2007 bei der Europameisterschaft der Männer aktiv; die von ihm betreute Mannschaft kam auf den dritten Platz. 2013 und 2014 trainierte er die dänischen Juniorinnen, die 2013 die Europameisterschaft gewinnen konnten. Seit 2014 betreut er die Damennationalmannschaft. Seine größten Erfolgen mit diesem Team waren ein vierter Platz bei der Europameisterschaft 2014 und die Qualifikation für die Olympischen Winterspiele 2018. 